# Gewerkschaft Deutscher Lokomotivführer

Gewerkschaft Deutscher Lokomotivführer (skrót GDL; pol. Związek Zawodowy Niemieckich Maszynistów) – niemiecki związek zawodowy z siedzibą we Frankfurcie n. Menem, zrzeszony w federacji związków DBB.
Związek został założony w 1867 roku jako Zrzeszenie Niemieckich Maszynistów (Verein Deutscher Lokomotivführer – VDL). W 1919 roku zrzeszenie przekształciło się w związek zawodowy i przybrało nazwę, która obowiązuje do dziś. W 1937 roku związek GDL został zdelegalizowany przez reżim faszystowski. W 1946 roku zostały odtworzone pierwsze struktury lokalne. Na obszarze całej RFN związek zaczął działać od 1949 roku.
GDL reprezentuje interesy maszynistów i przedstawicieli personelu towarzyszącego w pociągach Deutsche Bahn AG i pozostałych przedsiębiorstw kolejowych w Niemczech. Według danych samego związku jego członkami jest m.in. 78 procent maszynistów zatrudnionych w Deutsche Bahn AG.

## Organizacja
Związek GDL jest podzielony w terenie na 7 okręgów:
- GDL-Bezirk Bayern
- GDL-Bezirk Nordost
- GDL-Bezirk Hessen-Thüringen-Mittelrhein
- GDL-Bezirk Mitteldeutschland
- GDL-Bezirk Nord
- GDL-Bezirk NRW
- GDL-Bezirk Süd-West

Na poziomie lokalnym działa ponadto ok. 200 grup lokalnych liczących ok. 38.000 członków.
Od roku 1958 istnieje organizacja młodzieżowa związku, GDL-Jugend. Reprezentuje ona interesy członków związku, którzy nie ukończyli 27. roku życia.